# Christopher Haase

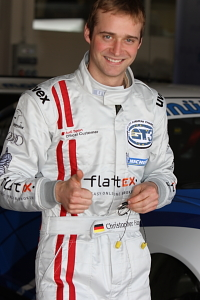
Christopher Haase in der FIA GT3-Europameisterschaft

Christopher Haase (* 26. September 1987 in Kulmbach) ist ein deutscher Automobilrennfahrer.

## Karriere
Seine Karriere begann 2006 im ADAC Logan Cup. Nach der Teilnahme wechselte er 2007 in die neu gegründete ADAC GT Masters, die er für das Team Reiter Engineering in einem Lamborghini Gallardo GT3 in der ersten Saison als Gesamtsieger des ADAC GT Masters 2007 abschloss.
2008 setzte er seine Karriere in der gleichen Serie und beim gleichen Team fort. Sein Teamkollege, mit dem er 2008 Vizemeister wurde, war Albert Prinz von Thurn und Taxis. Parallel dazu gewann er 2008 auf einem KTM X-Bow den Europacup in der GT4-Superlightklasse.
2009 startete er auf einem Audi R8 LMS für das Team Phoenix Racing in der FIA GT3-Europameisterschaft und absolvierte Gaststarts in der ADAC GT Masters, zudem nahm er ebenfalls als Gastfahrer beim BFGoodrich Langstreckenmeisterschaft auf einem BMW M3 vom Team Motorsport Lingmann und einem Porsche 911 GT3 Cup S vom Team Mühlner Motorsport teil. Die Saison schloss er als Europameister in der FIA GT3-Europameisterschaft ab. Im Dezember 2009 wurde er vom ADAC Nordbayern zum dritten Mal in Folge zum Motorsportler des Jahres gewählt.
2010 startete Haase in der FIA-GT1-Weltmeisterschaft mit dem Niederländer Peter Kox auf einem Lamborghini Murciélago R-GT für das Team Reiter Engineering. Beim 12-Stunden-Rennen von Sepang in Malaysia konnte er den 1. Platz erzielen. Für Mercedes-Benz errang er zusammen mit Thomas Jäger den ersten Sieg des Mercedes-Benz SLS AMG GT3 am 16. Oktober 2010 beim 34. DMV 250-Meilen-Rennen. Seit 1998 hatte Mercedes-Benz auf der Nordschleife des Nürburgring keinen Erfolg mehr feiern können.
Im Jahr 2011 nahm Haase mit Phoenix Racing in der deutschen ADAC-GT-Masters, an einigen VLN-Läufen sowie bei den 24-Stunden-Rennen auf dem Nürburgring und in Spa-Francorchamps teil. Die Saison schloss er als Vizemeister in der Deutschen GT-Meisterschaft ab. Weitere Einsätze fuhr er in der FIA GT3 EM (erster Platz auf Audi R8 LMS) und in der FIA GT1 Weltmeisterschaft (zweiter Platz auf Lamborghini Murcielago).
2012 fuhr Haase mit dem neuen Audi R8 LMS ultra in der europäischen Blancpain Endurance Series. Das Fahrzeug wurde vom WRT-Racing Team an den Start gebracht. Außerdem kämpfte Haase mit Phoenix Racing bei der VLN Langstreckenmeisterschaft und dem 24-Stunden-Rennen auf dem Nürburgring um die Plätze. Dort durfte Christopher Haase zusammen mit dem Fahrzeughersteller Audi den ersten Gesamtsieg bei diesem Rennen feiern. Das deutsche Fahrerquartett Marc Basseng/Christopher Haase/Frank Stippler und Markus Winkelhock gewann mit einem Audi R8 LMS ultra (#3). Dieser Sieg 2012 war für Audi sowie für alle vier Fahrer der erste Gesamtsieg bei diesem Rennen. Christopher Haase beendete 2012 auch die Blancpain Endurance Series zusammen mit seinen Fahrerkollegen Christopher Mies und Stéphane Ortelli als Gesamtsieger.
2013 startete Christopher Haase das erste Mal bei den 24 Stunden von Daytona in der Grand AM Klasse. Des Weiteren ging er erneut beim 24-Stunden-Rennen am Nürburgring und in Spa an den Start. Neben der Teilnahme an der Blancpain Endurance Series startete Haase zusammen mit der Ex-DTM-Fahrerin Rahel Frey mit einem Audi R8 LMS ultra bei Prosperia C. Abt Racing im ADAC GT Masters.
2014 ging Christopher Haase erneut bei den 24 Stunden von Daytona an den Start, wo er sich die Pole-Position für das Rennen sichern konnte. Auf Grund eines technischen Defekts konnte er diese Position jedoch nicht verteidigen.
In der Saison 2014 startete Christopher Haase für das Rennteam von Paul Miller in der amerikanischen TUDOR USCC. Er schloss die Saison mit dem Vizemeister-Titel ab. Im Juni 2014 gelang Haase der zweite Gesamtsieg auf einem Audi R8 LMS ultra, zusammen mit seinen Teamkollegen René Rast, Markus Winkelhock und Christian Mamerow, beim legendären 24-Stunden-Rennen auf der Nürburgring-Nordschleife.
2015 startete Christopher Haase erstmals bei 12h von Bathurst/Australien. Hier belegte er zusammen mit seinen Kollegen Stéphane Ortelli und dem Extremsportler Felix Baumgartner den 9. Platz. Auch in Amerika war Haase wieder aktiv und hat den 3. Platz der Gesamtwertung der IMSA TUDOR USCC belegt.
2016 kehrte Christopher Haase wieder nach Europa zurück und bestritt Rennen auf einem Audi R8 LMS in der ADAC GT Masters sowie in der Blancpain GT Series. Er gewann mit Audi das 12h-Rennen von Sepang. Dies war Haases zweiter Sieg in Malaysia nach 2010.
2017 geht Haase mit dem Team Montaplast by Land-Motorsport und seinem Teamkollegen Jeffrey Schmidt in der ADAC GT Masters an den Start. Innerhalb Europas bestreitet er mit dem Team Saintéloc Racing die Rennen der Blancpain Endurance und Sprint Series.

## Statistik

### Sebring-Ergebnisse
| Jahr | Team               | Fahrzeug             | Teamkollege  | Teamkollege     | Platzierung | Ausfallgrund |
| ---- | ------------------ | -------------------- | ------------ | --------------- | ----------- | ------------ |
| 2014 | Paul Miller Racing | Audi R8 LMS ultra    | Bryce Miller | Matthew Bell    | Rang 38     |              |
| 2015 | Paul Miller Racing | Audi R8 LMS Grand-Am | Bryce Miller | Dion von Moltke | Rang 20     |              |